# Punta de la Serena
La Punta de la Serena és una muntanya de 1.039 metres que es troba al municipi d'Horta de Sant Joan, a la comarca de la Terra Alta.